# Carlos Quintero Arce
Carlos Quintero Arce (ur. 13 lutego 1920 w Etzatlán, zm. 15 lutego 2016 w Hermosillo) – meksykański duchowny katolicki, biskup diecezjalny Ciudad Valles 1961-1968, arcybiskup koadiutor 1966-1968 i arcybiskup Hermosillo 1968-1996.

## Życiorys
Święcenia kapłańskie otrzymał 8 kwietnia 1944.
20 marca 1961 papież Jan XXIII mianował go biskupem diecezjalnym Ciudad Valles. 14 maja tego samego roku z rąk kardynała José Garibi Rivera przyjął sakrę biskupią. 3 marca 1966 został powołany arcybiskupem koadiutorem w Hermosillo ze stolicą tytularną Thysdrus. 18 sierpnia 1968 objął obowiązki arcybiskupa w tej samej archidiecezji. 20 sierpnia 1996 na ręce papieża Jana Pawła II złożył rezygnację z zajmowanej funkcji.
Zmarł 15 lutego 2016.